# Aptostichus simus
Aptostichus simus là một loài nhện trong họ Cyrtaucheniidae. Loài này phân bố ở Hoa Kỳ.